# 大雪山彝族拉祜族傣族乡
大雪山彝族拉祜族傣族乡是中华人民共和国云南省临沧市永德县下辖的一个民族乡。

## 行政区划
大雪山彝族拉祜族傣族乡下辖以下村级行政区划单位：
团山村、勐旨村、蚂蝗箐村、曼来村、大岩房村、大炉场村、户婆村和大平掌村。